# Bastiglia (Salerno)
La Bastiglia è una torre d'avvistamento costruita in epoca medievale nei pressi del castello di Arechi a Salerno.

## Descrizione
La Bastiglia fu edificata verso il 1075 dal principe longobardo Gisulfo II il quale, per prepararsi all'assedio di Roberto il Guiscardo, edificò diverse torri sulle colline circostanti tra cui proprio "La Bastea". Fu edificata su una collina più elevata del castello, in modo da respingere gli assalitori provenienti da nord e ottenere una visuale più ampia su tutto il golfo di Salerno.  
La struttura è un edificio isolato, posto alle spalle del Castello di Arechi, caratterizzato da pianta circolare con un unico ambiente interno posto a 5 metri dal suolo, per il cui accesso erano usate scale rimovibili. 
Nella seconda metà del XIX secolo iniziò un periodo di abbandono per questa struttura, terminato nel 2001 quando fu restaurata e aperta al pubblico dalla Provincia di Salerno.

## Curiosità
- Il nome nasce da un equivoco, iniziatosi apparentemente nel XIX secolo, secondo il quale si credeva che l'edificio fosse sede di prigioni, che erano invece poste all'interno del Castello di Arechi fin dai secoli della Salerno longobarda.

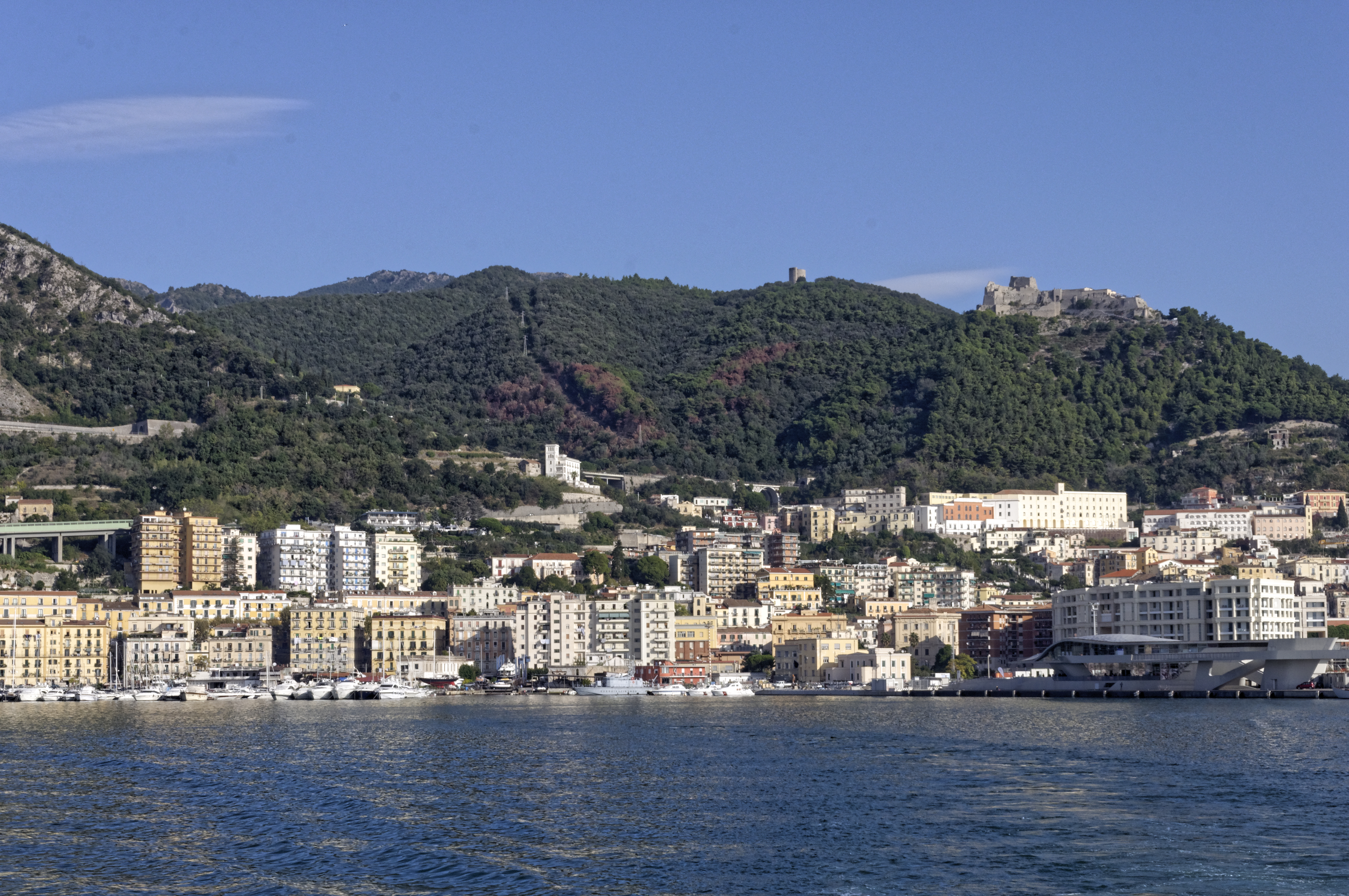
Il porto di Salerno con la stazione marittima, il Crescent ed alle spalle il castello Arechi e la "Bastiglia"